# Önálló tartományi város
Ausztriában 2022-ben 15 önálló tartományi város (németül Stadt mit eigenem Statut vagy Statutarstadt) volt, melyek a maguk tartományában egy járáshoz sem tartoztak közigazgatásilag.

## Városok listája
| Kód | Rendszámtábla kódja | Név                          | Alapítás | Lakosság (fő, 2022) |
| --- | ------------------- | ---------------------------- | -------- | ------------------- |
| 101 | E                   | Kismarton (Eisenstadt)       | 1921     | 15 240              |
| 102 | E                   | Ruszt (Rust)                 | 1921     | 1984                |
| 201 | K                   | Klagenfurt am Wörthersee     | 1850     | 102 618             |
| 202 | VI                  | Villach                      | 1932     | 64 071              |
| 301 | KS                  | Krems an der Donau           | 1938     | 24 921              |
| 302 | P                   | St. Pölten                   | 1922     | 56 360              |
| 303 | WY                  | Waidhofen an der Ybbs        | 1868     | 11 092              |
| 304 | WN                  | Bécsújhely (Wiener Neustadt) | 1866     | 47 106              |
| 401 | L                   | Linz                         | 1866     | 207 247             |
| 402 | SR                  | Steyr                        | 1867     | 37 879              |
| 403 | WE                  | Wels                         | 1964     | 63 181              |
| 501 | S                   | Salzburg                     | 1869     | 155 416             |
| 601 | G                   | Graz                         | 1850     | 292 630             |
| 701 | I                   | Innsbruck                    | 1850     | 130 585             |
| 901 | W                   | Bécs (Wien)                  | 1850     | 1 931 593           |